# Francesco Scipione Fapanni
Francesco Scipione Fapanni (Martellago, 16 febbraio 1810 – Martellago, 10 marzo 1894) è stato un letterato, storico ed epigrafista italiano.

## Biografia
Nato nell'entroterra, ma proveniente da una famiglia di Veneziani, intraprese gli studi classici sebbene il padre Agostino lo avesse voluto agronomo.
Il suo interesse si incentrò essenzialmente sulla sua terra natale. Si occupò infatti di iscrizioni antiche, critica letteraria, arte, musica, toponomastica e dialetto sempre in riferimento all'area compresa tra Venezia e Treviso. Era interessato particolarmente alla storia e all'etnografia e pubblicò numerosi scritti (ma la gran parte è inedita, incompiuta o rimasta a livello di appunti) che si caratterizzano per una ricerca minuziosa e vastissima, in verità spesso disordinata.
Da vivo ebbe importanti riconoscimenti, ma probabilmente non abbastanza per poter raggiungere le cariche a cui tanto aspirava. Fu socio degli Atenei di Treviso e di Bassano, dell'Accademia dei Filoglotti di Castelfranco Veneto e di quella dei Concordi di Rovigo. Lavorò come assistente alla Biblioteca Marciana e ricoprì alcuni incarichi pubblici, in particolare presso il comune di Martellago.
Si diede anche alla narrativa, pubblicando soprattutto novelle e brevi romanzi.
| Controllo di autorità | VIAF (EN) 5115159478054027990009 · BAV 495/114069 |